# Palazzo Czapski
Il Palazzo Czapski (in polacco: Pałac Czapskich), chiamato anche Sieniawski o Raczyński, è un palazzo situato nel centro di Varsavia in Polonia, all'indirizzo 5 Krakowskie Przedmieście.
Eretto inizialmente sul finire del XVII secolo, l'edificio venne ricostruito nel 1740.
Realizzato in stile tardo barocco e noto per le sue architetture e decorazioni in stile rococò, l'edificio, che si trova di fronte all'Università di Varsavia, durante la sua storia ha ospitato vari artisti tra cui Zygmunt Vogel, il compositore Frédéric Chopin e i poeti Zygmunt Krasiński e Cyprian Norwid.
Dalla fine del XX secolo, all'interno del palazzo ha sede l'Accademia di belle arti di Varsavia.